# 쿠날 카푸르

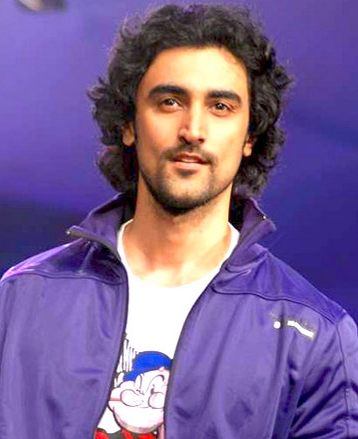

쿠날 카푸르(Kunal Kapoor, 1977년 10월 18일 ~ )는 인도의 배우, 영화배우이다.
뭄바이에서 태어났다.

## 영화
- 디어 친다기 (2016년)
- 러브 슈브 테이 치킨 쿠라나 (2012년)
- 천재 사기꾼 돈: 세상을 속여라 (2011년) - 사미르 역
- 배츠나 애 하시노 (2008년)
- 라가 추나리 메인 다그 (2007년)
- 아자 나칠레 (2007년)
- 랑 데 바산티 (2006년)
- 미낙시: 세 도시 이야기 (2004년)